# Новокиевка (Павлодарская область)
Новокиевка (каз. Новокиевка) — упразднённое село в Теренкольском районе Павлодарской области Казахстана. Входило в состав Калиновского сельского округа. Ликвидировано в 1990-е годы.

## Население
В 1989 году население села составляло 96 человек.